# Kangávar megye

Kermánsáh tartomány megyéinek elhelyezkedése

Kangávar megye (perzsául: شهرستان کنگاور, Šahrestâne Kangâvar) Irán Kermánsáh tartomány egyik keleti megyéje az ország nyugati részén. Északon Szongor megye, északkeleten, keleten és délkeleten a Hamadán tartományban fekvő Aszadábád megye, Tujszerkán megye és Nahávand megye, délen Loresztán tartomány, délnyugatról, nyugatról pedig Szahne megye határolják. Székhelye a 48 000 fős Kangávar városa. A megye lakossága 80 215 fő. A megye egy kerületből áll: Központi kerület.

## Fordítás
- Ez a szócikk részben vagy egészben  a   Kangavar County című angol Wikipédia-szócikk ezen változatának fordításán alapul.  Az eredeti cikk szerkesztőit annak laptörténete sorolja fel. Ez a jelzés csupán a megfogalmazás eredetét és a szerzői jogokat jelzi, nem szolgál a cikkben szereplő információk forrásmegjelöléseként.